# Théodore Spandounès
Théodore Spandounes (grec : Θεόδωρος Σπανδούνης , italien : Teodoro Spandugino) est un historien et noble d’origine Byzantine du XVIe siècle. Il est connu pour avoir produit l’un des premiers ouvrages décrivant les Ottomans pour une audience européenne, paru en 1509 en langue italienne et traduit en français en 1519. L’œuvre est en partie politique avec un appel à la chrétienté occidentale à s'unir contre la menace des Ottomans.

## Biographie
Spandounes appartient à une famille de réfugiés byzantins qui se sont installés à Venise après la conquête ottomane de Constantinople en 1453. 
Dans sa jeunesse, il vit en Macédoine et a Constantinople, ou il apprend à connaitre les Ottomans. Il entre plus tard au service des papes.